# Synatemnus kilimanjaricus
Espèce
Synatemnus kilimanjaricus est une espèce de pseudoscorpions de la famille des Atemnidae.

## Distribution
Cette espèce est endémique de Tanzanie. Elle se rencontre vers Lyamungu.

## Étymologie
Son nom d'espèce lui a été donné en référence au lieu de sa découverte, le Kilimandjaro.

## Publication originale
- Beier, 1951 : On some Pseudoscorpionidea from Kilimanjaro. Annals & Magazine of Natural History, sér. 12, vol. 4, p. 606-609.